# Tuaregi
Tuaregi (lastna imena Kel Tamasheq, Kel Tamajaq »govorci tamašeščine« ali Imouhar, Imuhagh, Imazaghan, Imashaghen »svobodni« oziroma arabsko Tavariki »tisti, ki jih je zapustil bog«, ednina Tarki) so saharsko berbersko ljudstvo, ki danes večinoma živi v zahodni Afriki,  nekoč pa so bili nomadi po vsej Sahari. Beseda »Tuareg« je berberska izgovorjava arabske besede »Tavariki«.